# Daryanne Lees
Daryanne Lees Garcia (sinh ngày 25 tháng 12 năm 1986   tại San Juan, Puerto Rico) là một nữ hoàng sắc đẹp người Cuba - Puerto Rico, người đại diện cho Cuba tại cuộc thi Hoa hậu Hòa bình Quốc tế 2014, nơi cô đã giành được danh hiệu.

## Cuộc sống cá nhân
Lees được sinh ra ở San Juan, Puerto Rico vào tháng 12 năm 1986, có mẹ là người Puerto Rico và cha là người Cuba.   Sau đó, cô chuyển đến Miami, Florida. 

## Cuộc thi sắc đẹp

### Hoa hậu Hoàn vũ Puerto Rico 2008
Daryanne thi đấu tại cuộc thi Hoa hậu Hoàn vũ Puerto Rico 2008 dưới tên Lees Daryanne, nơi cô đại diện cho Cộng đồng Puerto Rico ở Hoa Kỳ và được trao giải Trang phục dân tộc đẹp nhất. Trước đây cô đã giành được Hoa hậu Tampa Hoa Kỳ năm 2008  Cô cũng đã giành được danh hiệu Hoa hậu Quốc tế Florida Hoa Kỳ năm 2009.

### Hoa hậu Trái Đất Mỹ 2014
Cô là một ứng cử viên tham gia và trở thành Á hậu (Hoa hậu Du lịch sinh thái) tại cuộc thi Miss Earth USA 2014 và đã tổ chức / tham gia một loạt các cuộc thi khác như Miss Puerto Rico Teen, Miss Puerto Rico World 2006, Puerto Rico Model 2007, Hoa hậu Hoàn vũ Puerto Rico 2008, Hoa hậu Florida Hoa Kỳ 2009, Hoa hậu Florida Hoa Kỳ Quốc tế 2009 trước khi cuối cùng được chọn cho danh hiệu Hoa hậu Grand Cuba.  

### Hoa hậu Hòa bình Quốc tế 2014
Lees Daryanne Garcia đại diện Cuba tại cuộc thi Miss Grand International tổ chức lần thứ hai vào ngày 7 tháng 10 năm 2014, nơi cô trở thành người chiến thắng thứ hai trong lịch sử của cuộc thi. Cô là người phụ nữ đầu tiên giành được danh hiệu cuộc thi sắc đẹp quốc tế thay mặt Cuba trong lịch sử các cuộc thi sắc đẹp quốc tế. Lees đã tới Thái Lan và Nam Sudan.  